# Lester C. Hunt
Lester Callaway Hunt, né le 8 juillet 1892 à Isabel et mort le 19 juin 1954 à Washington, est un homme politique américain. Membre du Parti démocrate, il est gouverneur puis sénateur du Wyoming.

## Biographie

### Jeunesse et carrière dans le Wyoming
Lester C. Hunt grandit à Bloomington dans l'Illinois. À partir de 1911, il passe ses étés à Lander dans le Wyoming où il fait partie d'une équipe semi-professionnelle de baseball. Diplômé de l'université de Saint-Louis en 1917, il s'installe comme dentiste dans le Wyoming la même année. Durant la Première Guerre mondiale, il fait partie des corps soignants. Après un doctorat obtenu à l'université Northwestern en 1920, il redevient dentiste à Lander. De 1924 à 1928, il préside la commission des dentistes de l'État.
Il entre à la Chambre des représentants du Wyoming en 1933 ; il y représente le comté de Fremont. Il est élu secrétaire d'État en 1934 puis gouverneur du Wyoming en 1942,. En 1948, il prend la tête de la conférence nationale des gouverneurs.

### Sénateur des États-Unis
En novembre 1948, il est élu par le Wyoming au Sénat des États-Unis. Durant son mandat de sénateur, il s'oppose à Joseph McCarthy. Il propose notamment une loi pour permettre aux personnes diffamées par des membres du Congrès de poursuivre les États-Unis.
En 1953, le fils de Hunt, Buddy, est arrêté pour avoir fait des avances sexuelles à un policier sous couverture à Lafayette Square. Dans un premier temps, aucune poursuite n'est retenue contre le jeune homme, primo-délinquant. Les sénateurs républicains Styles Bridges (en) et Herman Welker (en) ont cependant vent de cette affaire et l'enquête est relancée. Buddy Hunt est condamné à une simple amende. L'affaire est alors assez peu médiatisée.
Les sénateurs Bridges et Welker font néanmoins pression sur Lester C. Hunt : s'il se représente, l'affaire sera médiatisée et des milliers de tracts à ce sujet seront distribués. Un poste lui est également proposé par l'administration Eisenhower à la Federal Tariff Commission en échange d'un retrait de la vie politique. Son départ du Sénat ouvrirait une opportunité pour la bascule du siège en faveur des républicains. Plus tard, Joseph McCarthy annonce qu'il va ouvrir une enquête sur un sénateur accusé de soudoyer la police ; Hunt semble visé. Le sénateur Hunt annonce finalement qu'il ne se représentera pas au Sénat, officiellement pour des raisons de santé.
Le 19 juin 1954, il se suicide d'une balle dans la tête dans son bureau du Sénat.